# Gouvernement Pujol V
Généralité de Catalogne
Pujol IV Pujol VI
Le gouvernement Pujol VI (en catalan : Govern Pujol (5)) est le gouvernement de la Généralité de Catalogne entre le 12 janvier 1996 et le 30 novembre 1999, durant la Ve législature du Parlement.

## Composition

### Initiale (12 janvier 1996)
| Poste                                                         | Titulaire | Titulaire                         | Parti |
| ------------------------------------------------------------- | --------- | --------------------------------- | ----- |
| Président de la Généralité                                    |           | Jordi Pujol i Soley               | CDC   |
| Conseiller à la Présidence                                    |           | Xavier Trias i Vidal de Llobatera | CDC   |
| Conseiller à la Gouvernance                                   |           | Xavier Pomés i Abella             | CDC   |
| Conseiller à l'Économie et aux Finances                       |           | Macià Alavedra i Moner            | CDC   |
| Conseiller à l'Enseignement                                   |           | Joan Maria Pujals i Vallvé        | CDC   |
| Conseiller à la Culture                                       |           | Joan Guitart i Agell              | CDC   |
| Conseiller à la Santé et à la Sécurité sociale                |           | Eduard Rius i Pey                 | CDC   |
| Conseiller à la Politique territoriale et aux Travaux publics |           | Artur Mas i Gavarró               | CDC   |
| Conseiller à l'Agriculture, à l'Élevage et à la Pêche         |           | Francesc Xavier Marimon i Sabaté  | CDC   |
| Conseiller au Travail                                         |           | Ignasi Farreres i Bochaca         | UDC   |
| Conseillère à la Justice                                      |           | Núria de Gispert i Català         | UDC   |
| Conseiller à l'Industrie et énergie                           |           | Antoni Subirà i Claus             | CDC   |
| Conseiller au Commerce, à la Consommation et au Tourisme      |           | Lluís Alegre i Selga              | UDC   |
| Conseiller au Bien-être social                                |           | Antoni Comas i Baldellou          | CDC   |
| Conseiller à l'Environnement                                  |           | Albert Vilalta i Gonzàlez         | CDC   |

### Remaniement du10 juin 1996
- Les nouveaux conseillers sont indiqués en gras, ceux ayant changé d'attributions en italique.

| Poste                                                         | Titulaire | Titulaire                         | Parti |
| ------------------------------------------------------------- | --------- | --------------------------------- | ----- |
| Président de la Généralité                                    |           | Jordi Pujol i Soley               | CDC   |
| Conseiller à la Présidence                                    |           | Xavier Trias i Vidal de Llobatera | CDC   |
| Conseiller à la Gouvernance                                   |           | Xavier Pomés i Abella             | CDC   |
| Conseiller à l'Économie et aux Finances                       |           | Macià Alavedra i Moner            | CDC   |
| Conseiller à l'Enseignement                                   |           | José-Javier Hernández Moreno      | UDC   |
| Conseiller à la Culture                                       |           | Joan Maria Pujals i Vallvé        | CDC   |
| Conseiller à la Santé et à la Sécurité sociale                |           | Eduard Rius i Pey                 | CDC   |
| Conseiller à la Politique territoriale et aux Travaux publics |           | Artur Mas i Gavarró               | CDC   |
| Conseiller au Travail                                         |           | Ignasi Farreres i Bochaca         | UDC   |
| Conseiller à l'Agriculture, à l'Élevage et à la Pêche         |           | Francesc Xavier Marimon i Sabaté  | CDC   |
| Conseillère à la Justice                                      |           | Núria de Gispert i Català         | UDC   |
| Conseiller à l'Industrie, Commerce et Tourisme                |           | Antoni Subirà i Claus             | CDC   |
| Conseiller au Bien-être social                                |           | Antoni Comas i Baldellou          | CDC   |
| Conseiller à l'Environnement                                  |           | Pere Macias i Arau                | CDC   |

### Remaniement du30 juillet 1997
- Les nouveaux conseillers sont indiqués en gras, ceux ayant changé d'attributions en italique.

| Poste                                                         | Titulaire | Titulaire                         | Parti |
| ------------------------------------------------------------- | --------- | --------------------------------- | ----- |
| Président de la Généralité                                    |           | Jordi Pujol i Soley               | CDC   |
| Conseiller à la Présidence                                    |           | Xavier Trias i Vidal de Llobatera | CDC   |
| Conseiller à la Gouvernance                                   |           | Xavier Pomés i Abella             | CDC   |
| Conseiller à l'Économie et aux Finances                       |           | Artur Mas i Gavarró               | CDC   |
| Conseiller à l'Enseignement                                   |           | José-Javier Hernández Moreno      | UDC   |
| Conseiller à la Culture                                       |           | Joan Maria Pujals i Vallvé        | CDC   |
| Conseiller à la Santé et à la Sécurité sociale                |           | Eduard Rius i Pey                 | CDC   |
| Conseiller à la Politique territoriale et aux Travaux publics |           | Pere Macias i Arau                | CDC   |
| Conseiller au Travail                                         |           | Ignasi Farreres i Bochaca         | UDC   |
| Conseiller à l'Agriculture, à l'Élevage et à la Pêche         |           | Francesc Xavier Marimon i Sabaté  | CDC   |
| Conseillère à la Justice                                      |           | Núria de Gispert i Català         | UDC   |
| Conseiller à l'Industrie, Commerce et Tourisme                |           | Antoni Subirà i Claus             | CDC   |
| Conseillère au Bien-être social                               |           | Antoni Comas i Baldellou          | CDC   |
| Conseiller à l'Environnement                                  |           | Joan-Ignasi Puigdollers i Noblom  | UDC   |